# Адамбаев, Балтабай Абдрахманович
Балтабай Абдрахманович Адамба́ев (каз. Балтабай Әбдірахманұлы Адамбаев; 24 сентября 1919, аул Байкадам, Сырдарьинская область — 12 октября 1990, Алматы) — казахский советский литературовед, фольклорист, поэт.
Происходит из рода таракты племени аргын.
До призыва в ряды Советской Армии работал литературным сотрудником районной газеты, инструктором Джамбулского обкома комсомола. Участник Великой Отечественной войны. Член КПСС. После окончания в 1951 году Казахского государственного университета им. С. М. Кирова работал преподавателем в средней школе города Джамбула.
Старший научный сотрудник Института литературы и искусства Академии Наук Казахской ССР (1957—1986).

## Произведения
Автор сборников стихов «Сырларым» (1959), «Ақбебек» (1962), «Аманат» (1972), «Тұлпардың ізімен» (1983), повестей и документальных рассказов «Мәди» (1969), «Жауынгер жолы» (1969), «Шешендік» (1969) и др.

## Потомки
Внук: Адамбаев, Нуртас Абаевич.

## Награды
Награждён орденом Отечественной войны 1-й степени.